# Élection présidentielle de 2018 en république populaire de Chine
L'élection présidentielle chinoise de 2018 se tient le 17 mars 2018 afin d'élire au suffrage indirect le Président de la république populaire de Chine.
Elle voit la réélection de Xi Jinping, seul candidat en lice. Wang Qishan est élu vice-président.

## Système électoral
Le président de la république populaire de Chine est élu pour cinq ans par les députés de l'Assemblée nationale populaire. Début 2023, ces derniers sont issus des élections législatives de 2017-2018.

## Candidats
- Xi Jinping, réélu secrétaire général du Parti communiste chinois lors du 19e congrès national en 2017.

## Résultats
| Candidat                 | Candidat                 | Parti                    | Voix  | %     |
| ------------------------ | ------------------------ | ------------------------ | ----- | ----- |
|                          | Xi Jinping               | PCC                      | 2 970 | 100   |
|                          |                          |                          |       |       |
| Votes valides            | Votes valides            | Votes valides            | 2 970 | 100   |
| Votes blancs et nuls     | Votes blancs et nuls     | Votes blancs et nuls     | 0     | 0,00  |
| Total                    | Total                    | Total                    | 2 970 | 100   |
| Abstention               | Abstention               | Abstention               | 10    | 0,51  |
| Inscrits / participation | Inscrits / participation | Inscrits / participation | 2 980 | 99,49 |